# کالین کوین
کالین کوین (انگلیسی: Colleen Coyne؛ زادهٔ ۱۹ سپتامبر ۱۹۷۱) بازیکن هاکی روی یخ اهل ایالات متحده آمریکا بود.